# Rhynchopyga xanthospila
Rhynchopyga xanthospila är en fjärilsart som beskrevs av George Francis Hampson 1898. Rhynchopyga xanthospila ingår i släktet Rhynchopyga och familjen björnspinnare. Inga underarter finns listade.